# Pavel Iakouchkine
Pavel Ivanovitch Iakouchkine (en russe : Павел Иванович Якушкин), né le 14 janvier 1822 (26 janvier dans le calendrier grégorien) dans le gouvernement d'Orel, mort le 8 janvier 1872 (20 janvier dans le calendrier grégorien) à Samara, est un écrivain et ethnographe russe, collecteur de chansons populaires et autres éléments de la tradition orale.

## Biographie

### Enfance et jeunesse
Pavel naît dans une famille noble et aisée ; il est cousin du décembriste Ivan Dmitriévitch Iakouchkine. Son père Ivan Andréïévitch, qui avait servi dans la Garde, vivait retiré à la campagne, ou il avait épousé une serve rachetée, Praskovia Faleïevna. Après la mort du père, c'est Praskovia qui s'occupe de la famille ; elle est respectée pour ses qualités de cœur et son intelligence. Elle fait fréquenter à ses six fils le lycée d'Orel, et trois d'entre eux (Aleksandr, Pavel et Viktor) accéderont à l'enseignement supérieur. Au lycée, Pavel se fait remarquer par sa mise négligée et son indiscipline, peu compatibles avec son rang dans la noblesse.
En 1840, il entre à la faculté de physique et de mathématiques de l'Université de Moscou, mais la quitte au bout de quatre ans sans diplôme, ses goûts le portant vers d'autres domaines. Il devient instituteur à l'école de district de Bogodoukhov, puis dans le district de Kharkov, mais pour des périodes brèves et sans guère de succès.

### Une vie errante

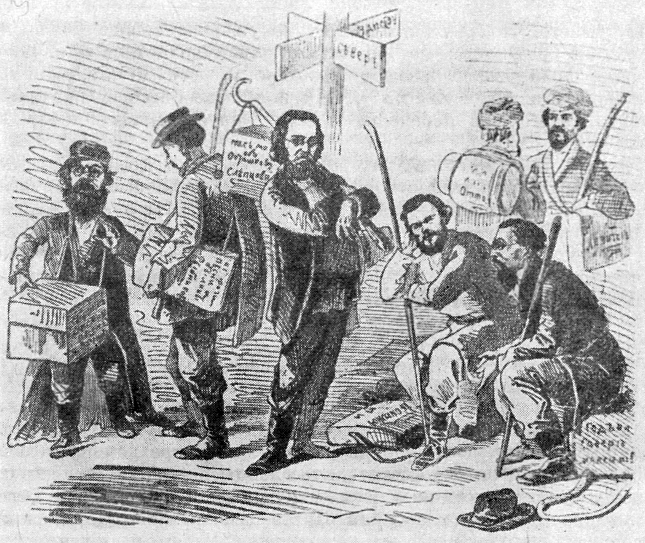
Membres des expéditions ethnographiques russes des années 1850-1860 (caricature parue dans la revue Iskra, 1864). À gauche, Iakouchkine et Rybnikov.

Ses rencontres avec Mikhaïl Pogodine, et plus encore avec Piotr Kireïevski, l'amènent à s'intéresser au folklore, et il commence à collecter des chansons populaires. Kireïevski l'envoie pour deux longues missions d'études dans des régions retirées du nord de la Volga. Il voyage à pied sous l'apparence d'un colporteur, échangeant ses marchandises, non contre de l'argent, mais contre des chansons et autres matériaux ethnographiques ; il se tiendra à cette méthode sa vie durant.
De retour à Moscou, Iakouchkine se fait connaître comme slavophile par l'intermédiaire de Pogodine. Par la suite, il repart pour deux ou trois autres voyages. Au cours de l'un d'entre eux, il contracte la variole, qui le laisse défiguré. Avec sa barbe et ses cheveux longs, et son accoutrement bizarre qu'il arbore même lors de rencontres littéraires, il effraie souvent les femmes et les enfants, et éveille les soupçons de la police, d'autant qu'il se déplace avec une simple copie de copie de son passeport. Son comportement et son apparence sont aggravés par l'alcoolisme, dû en partie à son habitude de payer à boire aux paysans pour leur soutirer des chansons. Il devient une légende : des photos de lui, retouchées par Berestov, se vendent en Russie et même jusqu'à Paris comme des portraits de Pougatchev. Il lui arrive d'être jeté en prison où il séjourne jusqu'à deux semaines, comme à Pskov. 
Très peu exigeant pour lui-même, il subit ces désagréments avec flegme. Il perd ou distribue avec insouciance le peu d'argent qu'il possède, et mourra sans un sou en poche, en déclarant que rétrospectivement, il ne voit rien à se reprocher.
Indifférent à la politique et aux querelles littéraires, ses sympathies allaient du côté du peuple, des ouvriers et des paysans.

### Célébrité et persécutions
Les chansons populaires que Iakouchkine avait notées entrèrent dans la riche collection de Kireïevski, qui n'eut pas le temps de les publier de son vivant, mais exprima avant sa mort le souhait que la sélection et la rédaction finales soient confiées à Iakouchkine, en raison de sa connaissance approfondie du sujet. Toutefois l'héritier de Kireïevski transmit cette tâche à Bessonov, ce que Iakouchkine ressentit comme une profonde injustice. Il réalisa alors son propre recueil à partir de ses souvenirs personnels, avec l'aide d'amis et connaissances. La rédaction des Otetchestvennye Zapiski (« Annales de la patrie ») lui accorda de la place dans ses colonnes, et Iakouchkine finit par considérer l'affaire comme classée, donnant par acquit de conscience son point de vue public dans la revue de La Bibliothèque pour la lecture.
Arrivé à Saint-Pétersbourg en 1858, précédé de sa réputation d'ethnographe, il est chaleureusement accueilli dans les cercles littéraires et commence à publier des articles dans des périodiques comme  Iskra, Bibliothèque pour la lecture, Annales de la patrie et d'autres, ce qui le retient quelque temps dans la ville. Son séjour est brièvement interrompu par un nouveau voyage.
En 1865, au cours d'un voyage à Nijni Novgorod, il provoque un incident pendant un discours lors d'un banquet, et se voit accusé d'être un dangereux agitateur. Il est renvoyé à Saint-Pétersbourg, et de là auprès de sa mère à Orel. Il demande à en être séparé, estimant que c'est sa mère qu'on punit par sa présence, et est alors transféré dans le gouvernement d'Astrakhan, où il réside sous surveillance administrative. Son alcoolisme s'aggrave et ses excentricités deviennent le sujet d'anecdotes.
En 1871, il est autorisé à se rendre dans le gouvernement de Samara. Arrivé à Samara, il contracte le typhus et meurt le 8 janvier suivant à l'hôpital de la ville, assisté par le médecin-écrivain Veniamin Portougalov.

## Activité littéraire
L'activité littéraire de Iakouchkine se répartir sur deux périodes. Dans la première, il n'est que collecteur de chansons populaires ; celles-ci sont originellement publiées dans les Annales de la littérature et de l'antiquité russe (1859), le recueil Outro (« Le Matin », 1859) et dans les Annales de la Patrie (1860). Elles ont été rassemblées également sous le titre Chansons russes, collectées par P. Iakouchkine (1860) et en 1865 (Chansons populaires russes, tirées du recueil de P. Iakouchkine). Ces publications ont été accueillies avec intérêt à l'époque. Vers la fin des années 1850, Iakouckine entame une activité littéraire en faisant publier des notes de voyage dans divers périodiques. En 1863, il publie dans Sovremennik (« Le Contemporain ») un récit, Grand est le Dieu de la terre russe, puis en 1866 Révoltes en Russie, dont la deuxième partie paraît en 1868 dans les Annales de la patrie, et divers autres textes à propos de la condition des soldats, de la guerre de Crimée (1853-56), de l'agitation qui entoura l'émancipation des serfs (1861), ou du nihilisme. Ses écrits se caractérisent par une volonté de description objective de la réalité populaire russe.
Certains des contes traditionnels publiés par Afanassiev ont probablement été collectés à l'origine par Iakouchkine.